# 안강북부초등학교
안강북부초등학교는 대한민국 경상북도 경주시 안강읍 육통리에 있었던 공립 초등학교이다.

## 연혁
- 1945년 4월 1일 안강북부국민학교 개교
- 1983년 안강북부국민학교 부설유치원 개원
- 1996년 3월 1일 안강북부초등학교로 개칭
- 2013년 3월 1일 안강초등학교로 통폐합